# Урзіка (комуна)
Урзіка (рум. Urzica) — комуна у повіті Олт в Румунії. До складу комуни входять такі села (дані про населення за 2002 рік):
- Стевару (947 осіб)
- Урзіка (1666 осіб)

Комуна розташована на відстані 158 км на південний захід від Бухареста, 64 км на південь від Слатіни, 64 км на південний схід від Крайови.

## Населення
За даними перепису населення 2002 року у комуні проживали 2613 осіб.
Національний склад населення комуни:
| Національність | Кількість осіб | Відсоток |
| -------------- | -------------- | -------- |
| румуни         | 2612           | > 99,9%  |

Рідною мовою назвали:
| Мова      | Кількість осіб | Відсоток |
| --------- | -------------- | -------- |
| румунська | 2612           | > 99,9%  |

Склад населення комуни за віросповіданням:
| Релігія     | Кількість осіб | Відсоток |
| ----------- | -------------- | -------- |
| православні | 2612           | > 99,9%  |
| атеїсти     | 1              | < 0,1%   |